# Elisabeth Francisca Maria van Oostenrijk

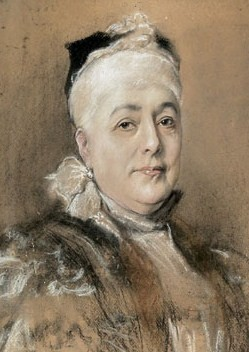
Elisabeth Francisca Maria, aartshertogin van Oostenrijk

Elisabeth Francisca Maria (Boeda, 17 januari 1831 — Wenen, 14 februari 1903), aartshertogin van Oostenrijk, was lid van het Huis Habsburg-Lotharingen. Ze kreeg de titel “Hare Keizerlijke en Koninklijke Hoogheid Aartshertogin van Oostenrijk”.
Ze was de dochter van Jozef Anton Johan van Oostenrijk en Maria Dorothea van Württemberg. Haar vader was de zoon van keizer Leopold II en haar moeder een dochter van Lodewijk van Württemberg en Henriëtte van Nassau-Weilburg.

## Huwelijk en gezin

### Eerste huwelijk
Elisabeth is twee keer getrouwd. Haar eerste huwelijk was op 4 december 1847 op Schloss Schönbrunn, Wenen, met aartshertog Ferdinand Karel van Oostenrijk-Este (1821-1849), een zoon van Frans IV van Modena. Elisabeth en Ferdinand Karel kregen één dochter:
- Maria Theresia Henriëtte van Oostenrijk-Este (1849-1919)

### Tweede huwelijk
Haar tweede huwelijk was op 18 april 1854 met aartshertog Karel Ferdinand van Oostenrijk (1818-1874). Hij was, net als Elisabeth, een kleinkind van keizer Leopold II. Elisabeth en Karel Ferdinand kregen zes kinderen:
- Frans Jozef (5 maart – 13 maart 1855)
- Frederik (1856-1936), getrouwd met Isabella van Croÿ
- Maria Christina (1858-1929), getrouwd met Alfons XII van Spanje
- Karel Stefan (1860-1933), getrouwd met Maria Theresia van Oostenrijk-Toscane, dochter van Karel Salvator van Oostenrijk en dus een kleindochter van Leopold II van Toscane
- Eugeen (1863-1954)
- Eleonore (19 november – 9 december 1864)

Ze stierf op 72-jarige leeftijd te Wenen, Oostenrijk.